# 에메 라이언
에메 라이언(Emme Rylan, 1980년 11월 4일 ~ )은 미국의 텔레비전 배우, 영화배우이다.
캐스웰군에서 태어났다.

## 방송
- 제너럴 호스피털
- 가딩 라이트

## 영화
- 임펄스 블랙 (2011년)
- 브링 잇 온 3 (2006년)
- 더 영 앤 더 레스트리스 (1973년)
- 가딩 라이트 (1952년)